# フィリッポ・ナポレターノ
フィリッポ・ナポレターノとして知られるフィリッポ・ディ・リアーニョ（Filippo di Liagno、通称: Filippo Napoletano、1589年 – 1629年）は、イタリアの画家である。風景画や静物画を描いた。1614年ころまでナポリで育ち、ローマやフィレンツェで働いた。

## 略歴
ローマで生まれた。母親はローマ生まれであったが、父親は「De Liagno」か「De Liaño」、「 De Llano」という姓のスペイン人の美術家で、ローマ教皇シクストゥス5世のために働いていた。
1600年ころ、家族とナポリに移り、ナポリやローマで活動するフランドルやドイツやフランスの美術家たちの中で育ち、ゴフレード・ウァルス(1595-1638)やアダム・エルスハイマー(1578-1610)といった画家から影響を受けた。
1614年にローマに移り、美術愛好家の枢機卿フランチェスコ・マリア・デル・モンテの支援を受ける美術家の一人となった。
1617年にトスカーナ大公コジモ2世・デ・メディチに招かれてフィレンツェに移り、有名な版画家になるジャック・カロ(159-1635)と親しくなった。メディチ家の宮廷画家となり、多くの作品を描き、トスカーナの風景や街の風景のスケッチをした。1621年にローマに戻り、ロスピリオージ宮殿(Palazzo Rospigliosi)の装飾画を描いた。1624年から1627年の間はナポリで働き、1627年にローマでタペストリーのデザインの仕事もした。
16世紀後半から17世紀前半の画家たちの伝記を著わしたジョヴァンニ・バリオーネによれば、骨とう品や化石などの珍奇なものの熱心な収集家であったとされ、1628年にローマでナポレターノが亡くなった後、フィリッポ・ナポリターノの収集品は多くのコレクターによって購入された。

## 作品

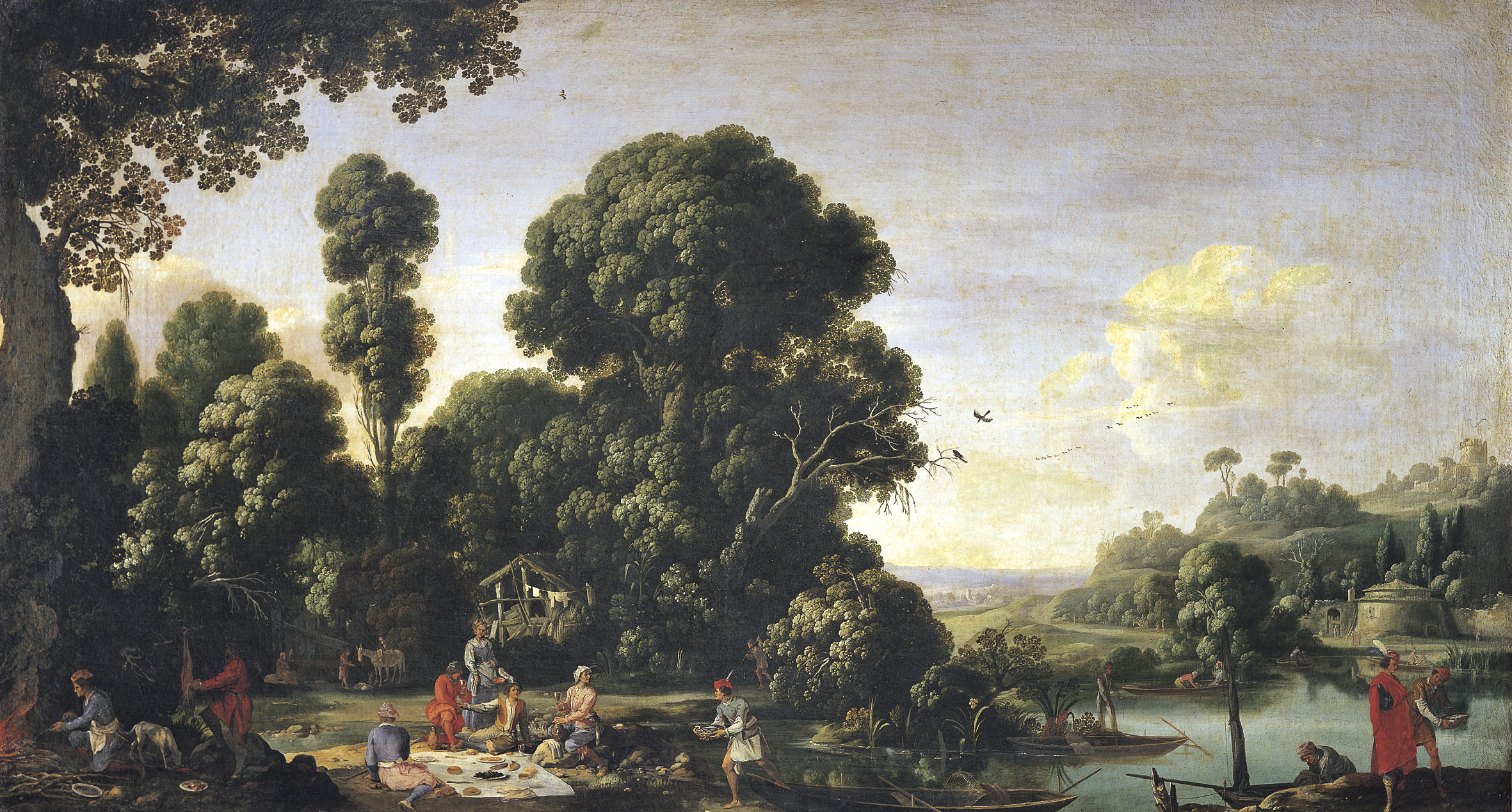
ピクニック(1619) ウフィツィ美術館
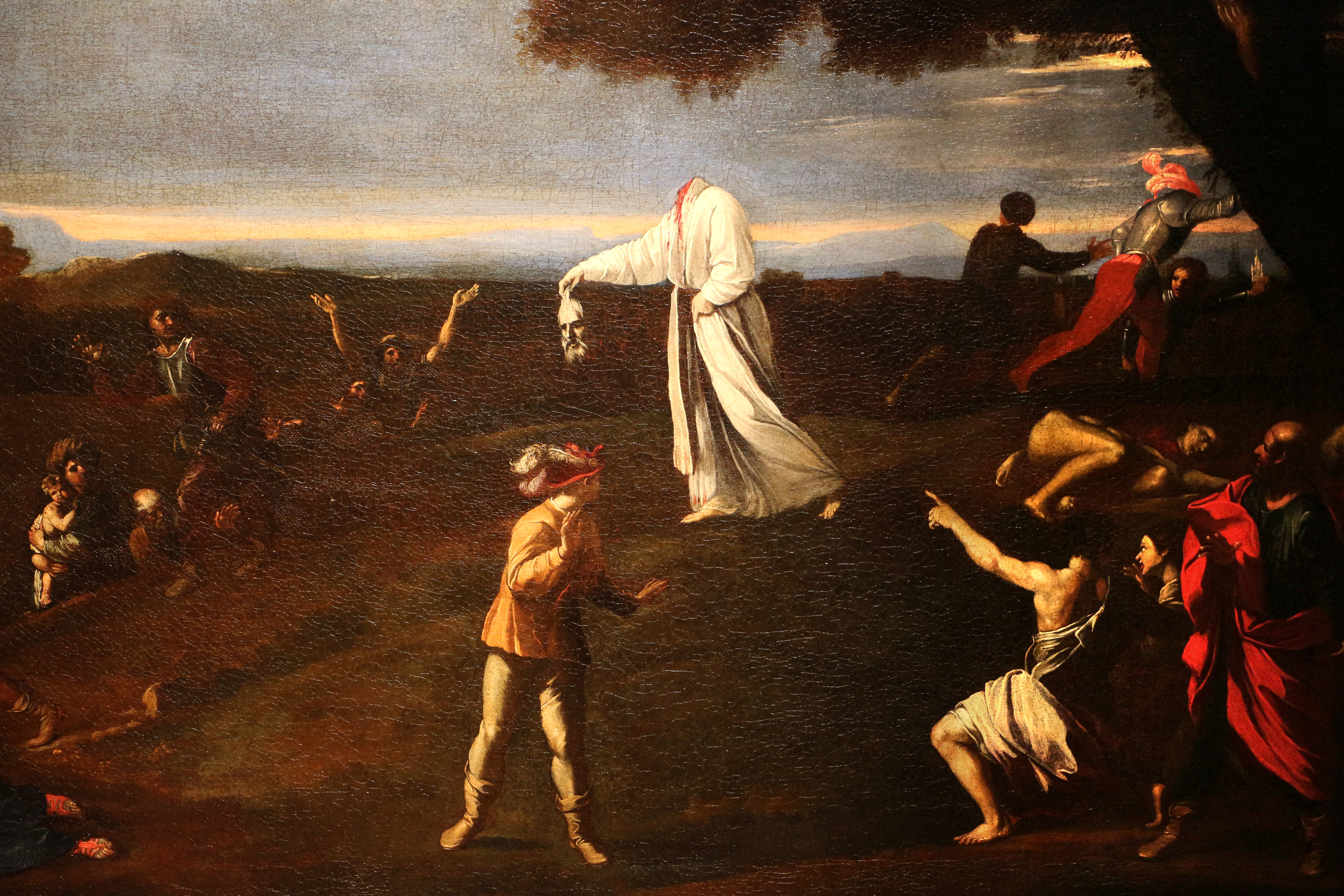
生首を持って死刑執行人を怖がらせる聖ディオニュシウス La Pinacoteca (Naples)
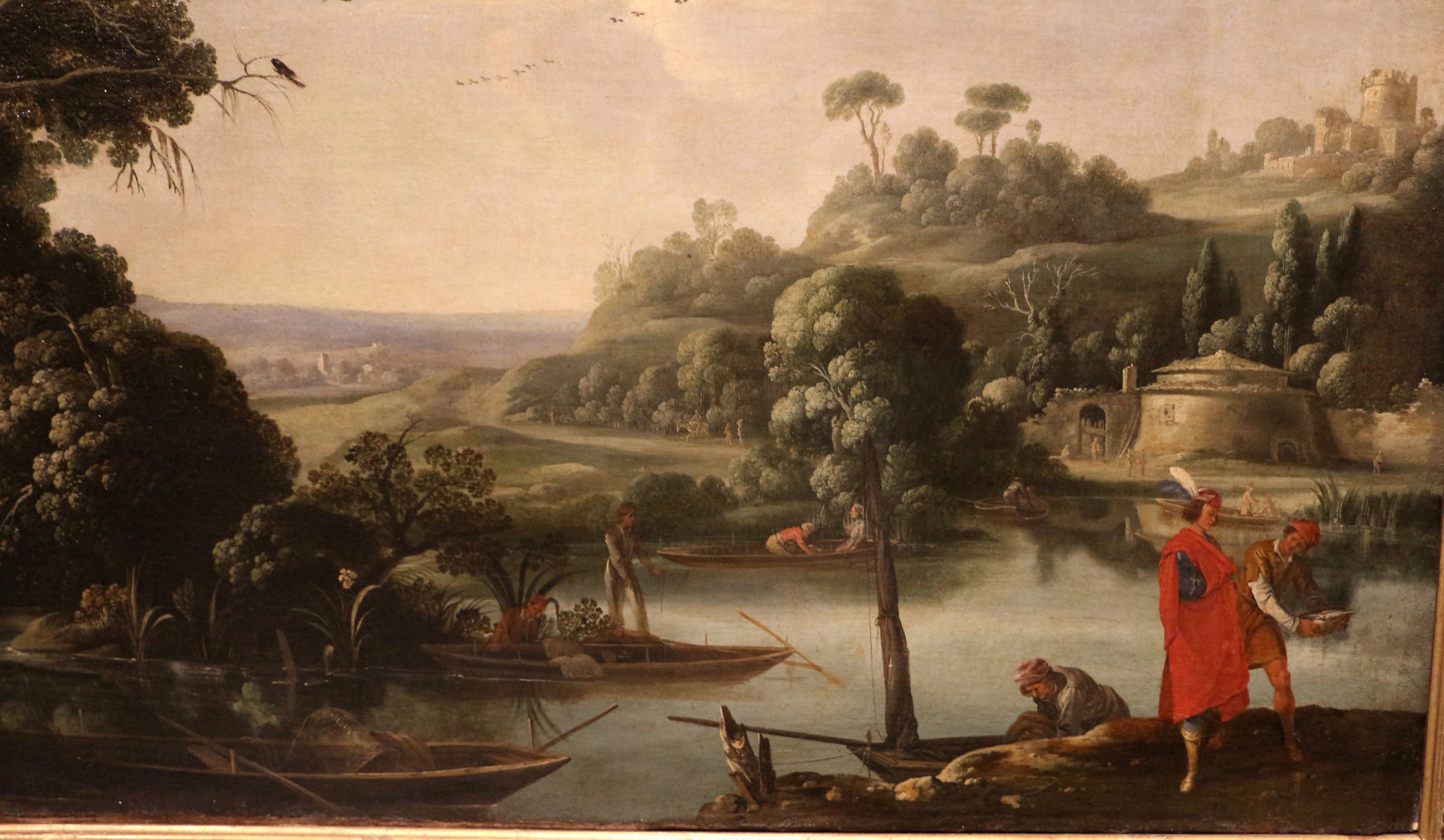
風景画 ウフィツィ美術館

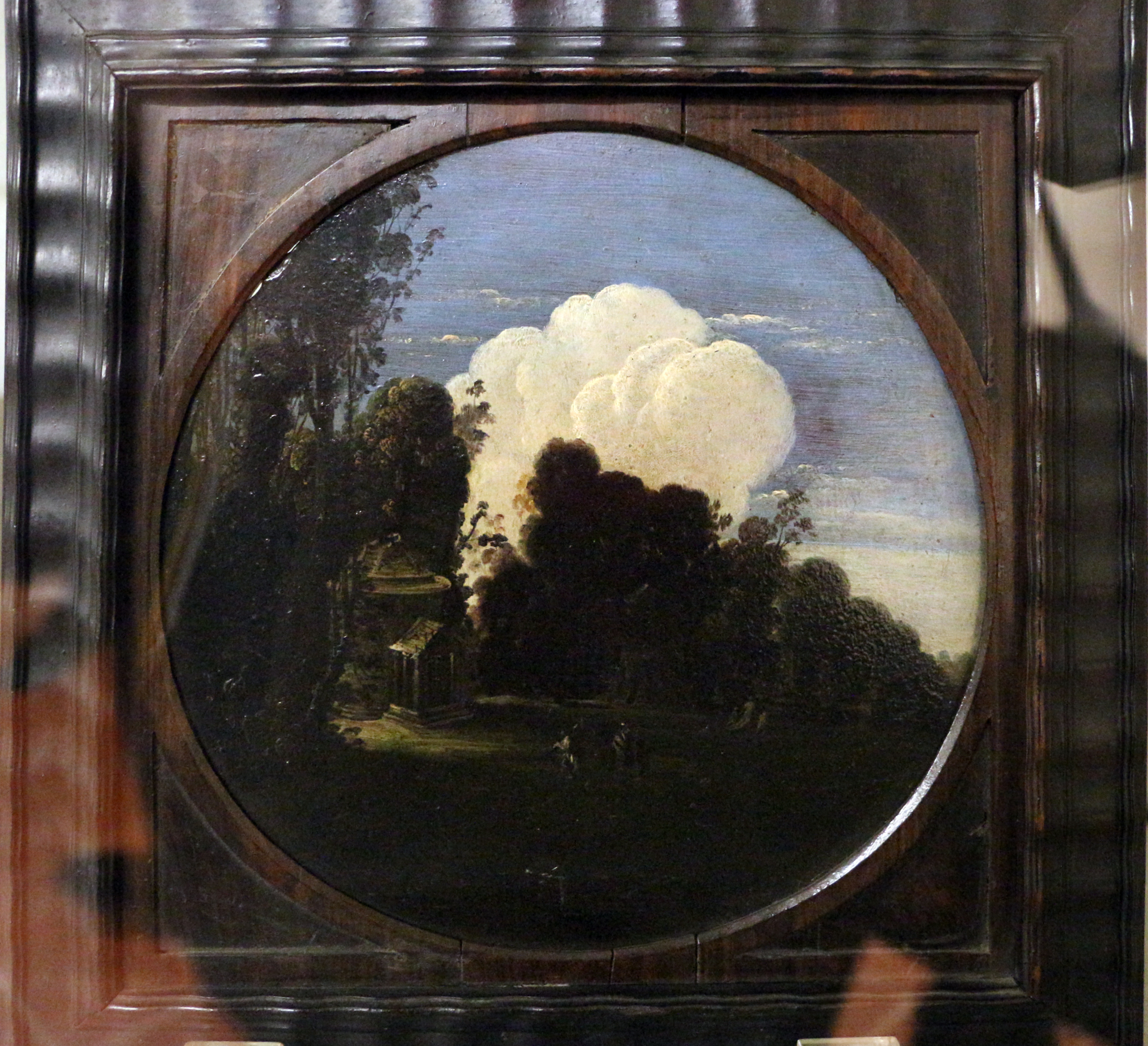
風景画
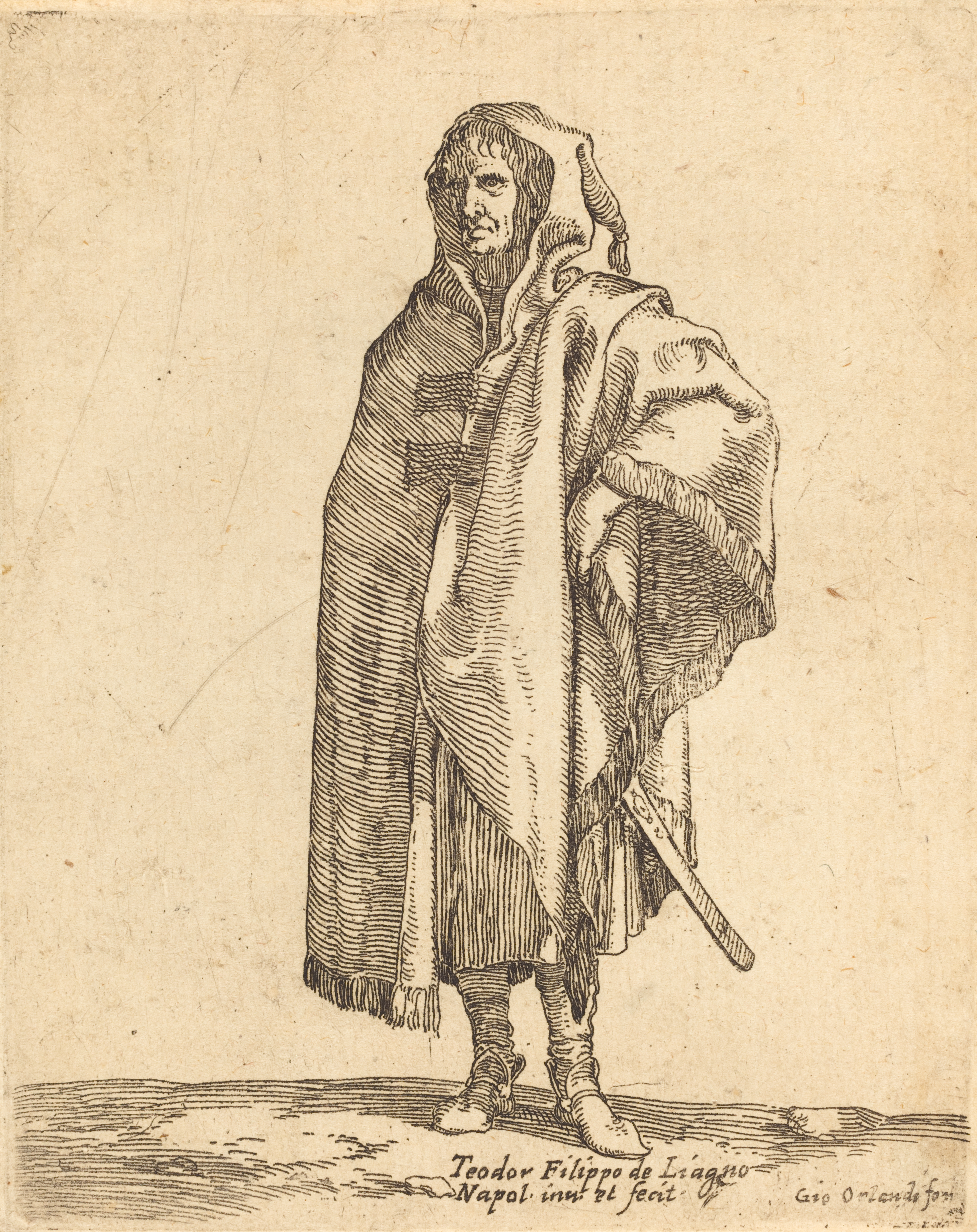
版画作品
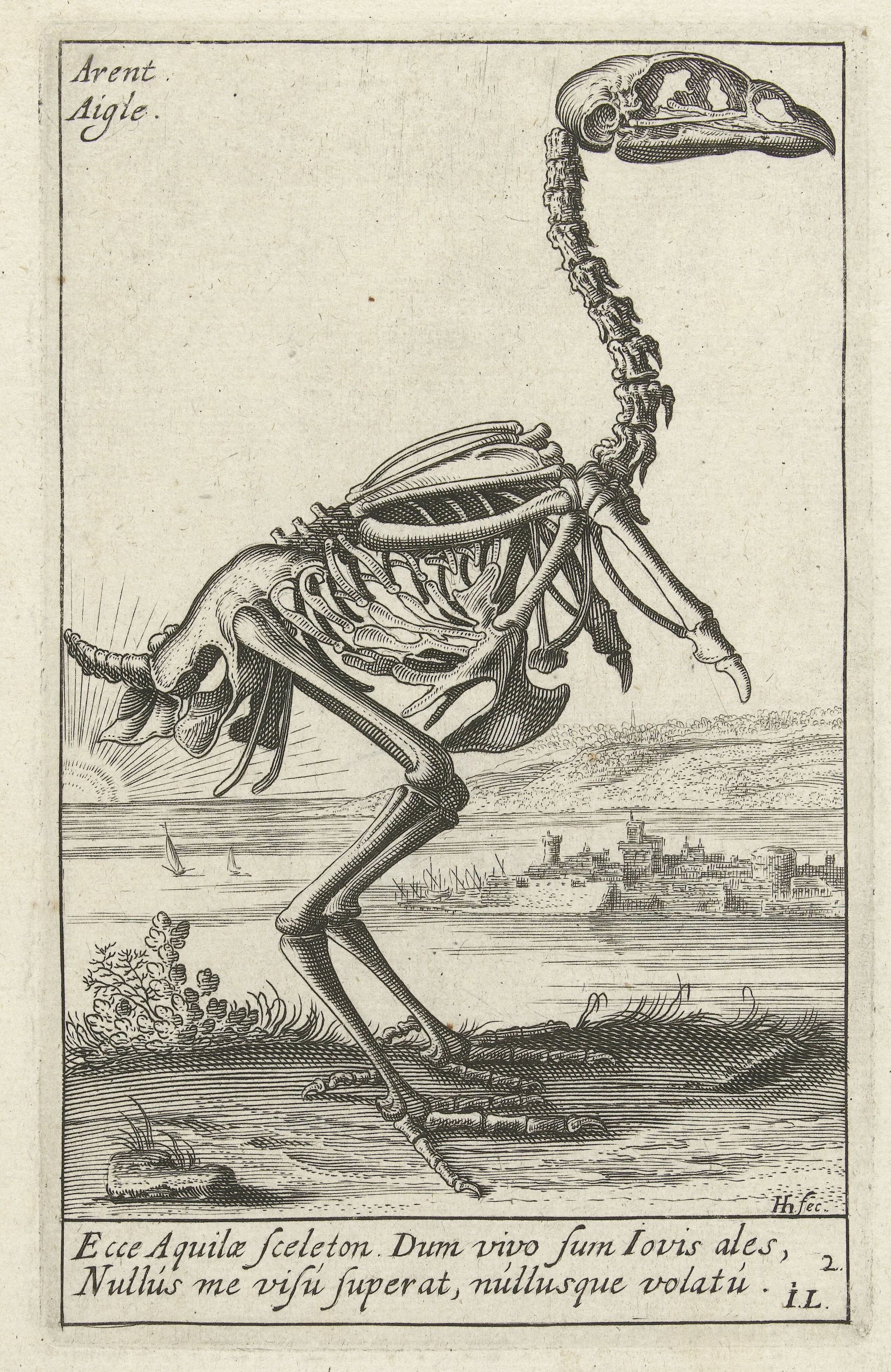
鷲の骨格標本、ナポレターノの原画による版画 (1626)
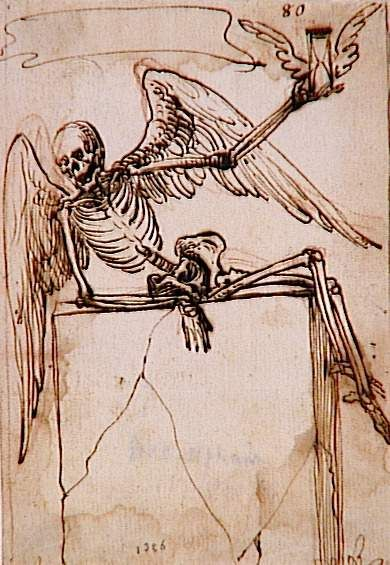
デッサン